# Seututie 270
Pour les articles homonymes, voir Route 270.
La route régionale 270 (finnois : Seututie 270) est une route régionale allant de Merikarvia à Kankaanpää en Finlande.

## Description
La route régionale 270 est une route régionale d'une longueur de 48 kilomètres.
La route part du croisement des routes de liaison 2670, 2680 et 6600 au nord-ouest du centre de Merikarvia.
Tout d'abord, la route contourne, à près d'un kilomètre environ au nord-ouest, le centre de Merikarvia. 
Ensuite, la route passe à côté du château d'eau de Merikarvia et traverse la zone industrielle de Viikilä où elle traverse la rivière Tuorijoki et croise la route nationale 8.
Après avoir quitté le village de Tuorila, la route a un parcours de 2,5 kilomètres, principalement rectiligne et boisé, après quoi elle atteint la limite des municipalités de Merikarvia et de Siikainen.
Après environ quatre kilomètres, elle croise la route de liaison 2600 venant d'Haunia puis   deux kilomètres plus loin elle atteint la zone industrielle de Siikainen.
Quelques kilomètres plus loin, elle traverse Pyntäinen et croise l'Yhdystie 2700.
Après Alhonjärvi, la route parcourt trois kilomètres avant d'arriver à Ala-Honkajoki. 
Elle se termine à son intersection avec la route principale 44.